# Wapen van Aalbeke

Het wapen van Aalbeke

Het wapen van Aalbeke is voor het grootste gedeelte ontstaan uit de wapenschilden van twee adellijke families die sinds 1502 het Vlaamse dorp Aalbeke bestuurden. Het gaat enerzijds om de familie Basta en anderzijds om de familie d' Ennetières. Het schild is dan ook opgebouwd uit twee verschillende schilden.
Het grote schild is afkomstig van de familie Basta en is onderverdeeld in 4 delen. Het eerste en het derde deel van het grote schild zijn gelijksoortig: een ruiter gekleed in het blauw, deze ruiter zit op een galopperend paard van zilver terwijl hij met zijn zwaard zwaait op een rode achtergrond.  Het tweede en het vierde deel zijn veel soberder: een rode hoekige 'baar' op een witte achtergrond.
Het kleine schildje is afkomstig van de familie d'Ennetières, het is als hartschild in het midden van het grote schild geplaatst. Het schild is van zilver met daarop drie blauwe schildjes, die elk bezet zijn met een gouden ster.
Bovenaan het Aalbeekse wapenschild bevindt zich een kroon met drie bladeren, die van elkaar worden gescheiden door drie parels.
Het wapenschild van Aalbeke werd officieel in gebruik genomen op 29 januari 1953. Na de gemeentelijke herindeling in 1977 werd het dorp een deelgemeente van Kortrijk.

## Heraldische beschrijving
Het wapen is gevierendeeld. Een en vier is van keel met ruiter van azuur gezeten op een galopperend paard van zilver, en een zwaard zwaaiend van dezelfde kleur. Twee en drie is van zilver met hoekige baar van keel. Het kleine schild is dit van de familie d'Ennetières en is in het hartpunt van het grote schild geplaatst. Het is een schild van zilver met drie kleine schilden van azuur erin, die elk op hun beurt bezet zijn met een ster van goud. Het Aalbeekse schild is ten slotte getopt met een kroon met drie fleurons, van elkaar gescheiden door drie één en twee geplaatste parels. 
Alveringem · Anzegem · Ardooie · Avelgem · Beernem · Blankenberge · Bredene · Brugge · Damme · De Haan · De Panne · Deerlijk · Dentergem · Diksmuide · Gistel · Harelbeke · Heuvelland · Hooglede · Houthulst · Ichtegem · Ieper · Ingelmunster · Izegem · Jabbeke · Knokke-Heist · Koekelare · Koksijde · Kortemark · Kortrijk · Kuurne · Langemark-Poelkapelle · Ledegem · Lendelede · Lichtervelde · Lo-Reninge · Menen · Mesen · Middelkerke · Moorslede · Nieuwpoort · Oostende · Oostkamp · Oostrozebeke · Oudenburg · Pittem · Poperinge · Roeselare · Spiere-Helkijn · Staden · Tielt · Torhout · Veurne · Vleteren · Waregem · Wervik · Wevelgem · Wielsbeke · Wingene · Zedelgem · Zonnebeke · Zuienkerke · Zwevegem

Voormalige gemeentewapens: 
Aalbeke · Bavikhove · Moorsele · Vlamertinge